# Una ragazza a Las Vegas
Una ragazza a Las Vegas (Lay the Favorite) è un film del 2012 diretto da Stephen Frears.
La storia è basata sulle memorie di Beth Raymer, giornalista e scrittrice americana, che arrivò a questa professione dopo trascorsi avventurosi, soprattutto nel mondo delle scommesse, che sono l'oggetto di questo film.

## Trama
Beth, stanca del lavoro di spogliarellista di lap dance a domicilio in Florida, decide di trasferirsi a Las Vegas per fare la cameriera. Qui conosce Dink, un giocatore d'azzardo professionista, che la assume come assistente nella sua attività di scommesse. Beth ha grande familiarità con i numeri e un grande autocontrollo, qualità che la fanno apprezzare molto dal suo datore di lavoro. Dink è molto più grande di lei ed è sposato con la gelosissima Tulip. Beth si lega sempre di più a Dink e se ne innamora ma Tulip comincia a sospettare e la fa mandare via.
Beth conosce così Jeremy, un giornalista di New York, che si innamora di lei ed è pronto a portarla con sé. Lei dice prima di sì ma poi è richiamata da Dink che, senza la sua porta-fortuna, sta avendo solo guai. Gli affari di Dink però non migliorano col ritorno di Beth e il rapporto con Tulip è sempre teso, così la ragazza va via di nuovo e cerca di raggiungere Jeremy.
A New York Beth ritrova effettivamente Jeremy e incontra anche Rosie, un altro scommettitore che fa anche da allibratore, attività che però nello stato di New York è illegale. Beth, con l'esperienza fatta a Las Vegas, organizza al meglio l'attività di Rosie ma poi non è disposta ad andare avanti se non si costituisce una società legalmente riconosciuta. Rosie allora si insedia a Curaçao con Beth sempre più al centro del suo progetto.
I guai però arrivano lo stesso perché un cliente di New York, Greenberg, non paga dopo una grande perdita e denuncia guai con la legge, scomparendo e preoccupando Rosie. Beth deve porre rimedio e lo fa chiedendo aiuto a Dink che accorre in soccorso. Ma alla fine è proprio lei a gestire al meglio la situazione rimediando brillantemente al problema e permettendo a Dink di fare una bella vincita. Con questo successo Beth si congeda dal mondo delle scommesse e, con i soldi guadagnati, si ripromette di andare all'università per diventare giornalista.

## Distribuzione
Il film è stato presentato al Sundance Film Festival il 21 gennaio 2012. In Italia è stato distribuito nelle sale il 13 giugno 2013.